# Vindhya
Pogorje Vindhya (znano tudi kot Vindhyačal) (izgovarja se [ʋɪnd̪ʱjə]) je zapletena, prekinjena veriga gorskih grebenov, hribov, visokogorja in pobočij planot v zahodni in srednji Indiji.
Tehnično Vindhya ne tvorijo enega samega gorovja v geološkem smislu. Natančen obseg Vindhya je ohlapno opredeljen in zgodovinsko je izraz zajemal številne različne hribovske sisteme v osrednji Indiji, vključno s tistim, ki je zdaj znan kot pogorje Satpura. Danes se izraz v glavnem nanaša na hribovje in njegove hribovite razširitve, ki potekajo severno od in približno vzporedno z reko Narmada v Madja Pradeš. Odvisno od definicije se območje razteza do Gudžarata na zahodu, Utar Pradeša in Biharja na severu ter Čhatisgarha na vzhodu.
Vindhya ima velik pomen v indijski mitologiji in zgodovini. Več starodavnih besedil omenja Vindhya kot južno mejo Āryāvarta, ozemlja starih indoarijskih ljudstev. Čeprav se danes indoarijski jeziki govorijo južno od Vindhiya, območje še naprej velja za tradicionalno mejo med severno in južno Indijo. Nekdanji Vindhya Pradeš je dobil ime po pogorju Vindhya.

## Etimologija in imena
Po mnenju avtorja komentarja o Amarakoši (tezaver v sanskrtu, ki ga je napisal starodavni indijski učenjak Amarasimha) beseda Vindhya izhaja iz sanskrtske besede vaindh (ovirati). Mitološka zgodba navaja, da so Vindhiya nekoč ovirali pot sonca, kar je povzročilo to ime. Ramajana navaja, da je velika gora Vindhya, ki je nenehno rasla in ovirala pot Sonca, prenehala rasti v poslušnosti Agastjinim besedam. Po drugi teoriji ime Vindhya pomeni 'lovec' v sanskrtu in se lahko nanaša na plemenske lovce-nabiralce, ki so naseljevali regijo.
Pogorje Vindhya je znano tudi kot Vindhyachala ali Vindhyachal; pripona achala (sanskrt) ali achal (hindujščina) se nanaša na goro. V Mahabharati se območje imenuje tudi Vindhyapadaparvata. Grški geograf Ptolemaj je pogorje imenoval Vindius ali Ouindion in ga opisal kot izvir rek Namados (Narmada) in Nanagouna (Tapti). Daksinaparvata ('Južna gora'), omenjena v Kaušitaki Upanišadi, je prav tako identificirana z Vindhyami.

## Obseg
Vindhya ne tvori ene verige v pravem geološkem smislu: hribi, skupno znani kot Vindhya, ne ležijo vzdolž antiklinalnega ali sinklinalnega grebena. Pogorje Vindhya je pravzaprav skupina prekinjenih verig gorskih grebenov, hribov, visokogorja in pobočij planot. Izraz Vindhya je opredeljen s konvencijo, zato se je natančna definicija območja Vindhya v različnih obdobjih zgodovine spreminjala.

### Zgodovinske definicije
Prej se je izraz Vindhya uporabljal v širšem pomenu in je vključeval številna hribovja med Severnoindijskim nižavjem in Dekansko planoto. Glede na različne definicije, omenjene v starejših besedilih, se Vindhya razteza do Godavarija na jugu in Gangesa na severu.
V nekaterih Puranah izraz Vindhya posebej pokriva gorovje, ki leži med rekama Narmada in Tapti; to je tisto, ki je zdaj znana kot pogorje Satpura. Varaha Purana uporablja ime Vindhya-pada ('podnožje Vindhyjev') za območje Satpura.
Več starodavnih indijskih besedil in napisov (npr. Nasik Prasasti, vladarja Gautamiputra Satakarnija) omenja tri gorske verige v osrednji Indiji: Vindhya, Rksa (tudi Rksavat ali Rikša) in Parijatra (ali Paripatra). Tri območja so vključena v sedem Kula Parvatas ('klanske gore') Bharatavarše, tj. Indije. Natančna identifikacija teh treh območij je težavna zaradi kontrastnih opisov v različnih besedilih. Na primer, Kurma Purana, Matsya Purana in Brahmanda Purana omenjajo Vindhyo kot izvir Taptija; medtem ko Višnu Purana in Brahma Purana omenjata Rkšo kot njen izvir. Nekatera besedila uporabljajo izraz Vindhya za opis vseh hribov v osrednji Indiji.
V enem odlomku pesnika Valmikija Ramajana opisuje Vindhyo, ki je južno od Kiškindhe (Ramajana IV-46. 17), ki se identificira z delom današnje Karnatake. Nadalje namiguje, da je bilo morje tik južno od Vindhya, Lanka pa čez to morje. Mnogi znanstveniki so to anomalijo poskušali razložiti na različne načine. Po eni teoriji je izraz Vindhya zajemal številne gore južno od indoarijskih ozemelj v času, ko je bila napisana Ramajana. Drugi, kot je Frederick Eden Pargiter, verjamejo, da je v južni Indiji obstajala še ena gora z istim imenom. Madhav Vinayak Kibe je lokacijo Lanke postavil v osrednjo Indijo.
Napis v jami Barabar Maukharija Anantavarmana omenja hrib Nagarjuni v Biharju kot del Vindhiya.

### Današnja definicija
Danes je definicija Vindhya v prvi vrsti omejena na hribe in visokogorje Srednje Indije, ki je severno od reke Narmada. Nekateri od teh so pravzaprav različni hribovski sistemi.
Zahodni konec pogorja Vindhya je v zvezni državi Gudžarat, blizu državne meje z Radžastanom in Madja Pradešom, na vzhodni strani polotoka Kathiavar. Niz hribov povezuje podaljšek Vindhya z gorovjem Aravali blizu Čampanerja. Pogorje Vindhya se dviga vzhodno od Chhota Udaipurja.
Glavno pogorje Vindhya tvori južno pobočje srednjeindijskega gorja. Teče približno vzporedno z reko Naramada v smeri vzhod-zahod in tvori južno steno planote Malva v Madja Pradeš.
Vzhodni del Vindhya obsega več verig, saj se območje deli na veje vzhodno od Malve. Južna veriga Vindhya poteka med zgornjima tokoma rek Son in Narmada, da se sreča z gorovjem Satpura v hribih Maikal blizu Amarkantaka. Severna veriga Vindhya se nadaljuje proti vzhodu kot planota Bhander in pogorje Kaimur, ki poteka severno od reke Son. To razširjeno območje poteka skozi nekdanji Vindhya Pradeš in sega do okrožja Kaimur v Biharju. Veja pogorja Vindhya, ki sega čez Bundelkhand, je znana kot pogorje Panna. Drugi severni podaljšek (znan kot hribi Vindhyačal) poteka do Utar Pradeš in se ustavi pred obalo Gangesa na več mestih, vključno z Vindhyačal in Čunar (okrožje Mirzapur), blizu Varanasija.
Planota Vindhyan je planota, ki leži severno od osrednjega dela območja. Planote Reva-Panna so znane tudi kot planota Vindhya.

## Nadmorska višina
Različni viri se razlikujejo glede povprečne višine Vindhya, odvisno od njihove definicije območja. M. C. Chaturvedi omenja povprečno nadmorsko višino 300 metrov. Pradeep Sharma navaja, da je splošna višina Vindhya 300–650 metrov, pri čemer obseg le redko preseže 700 metrov med obsegom 1200 kilometrov.
Najvišja točka Vindhya je Sad-bhawna Šikhar ('Vrh dobre volje'), ki leži 752 metrov nad morsko gladino. Znan tudi kot Kalumar peak ali Kalumbe peak, leži blizu Singrampurja v okrožju Damoh, na območju, znanem kot Bhanrer ali Panna hills. Zgodovinska besedila vključujejo Amarkantak (1000 m+) v Vindhya, danes pa velja za del pogorja Maikal, ki velja za podaljšek Satpura.

## Kulturni pomen
Vindhya velja za tradicionalno geografsko mejo med severno in južno Indijo in ima izjemen status v mitologiji in geografiji Indije. V starodavnih indijskih besedilih se Vindhya obravnavajo kot razmejitvena črta med ozemlji Indo-arijcev in ozemlji drugih. Najstarejša hindujska besedila jo obravnavajo kot južno mejo Arjavarte. Mahabharata omenja, da Nišadi in druga plemena Mlecča prebivajo v gozdovih Vindhya. Čeprav so se indo-arijski jeziki (kot sta maratščina in konkani) pozneje razširili južno od Vindhya, so Vindhya še naprej veljali za tradicionalno mejo med severnimi in južnimi indijskimi narodi.
Vindhya se vidno pojavljajo v indijskih mitoloških zgodbah. Čeprav niso zelo visoki, so zgodovinsko gledano veljali za zelo nedostopne in nevarne zaradi goste vegetacije in sovražnih plemen, ki so tam prebivali. V starejših sanskrtskih besedilih, kot je Ramajana, so opisani kot neznano ozemlje, okuženo s kanibali in demoni. Kasnejša besedila opisujejo območje Vindhya kot prebivališče hude oblike Šakti (boginja Kali ali Durga), ki je tam živela od pobijanja demonov. Opisana je kot Vindhyavasini ('prebivalka Vindhya') in njej posvečen tempelj je v mestu Vindhyačal v Utar Pradešu. Mahabharata omenja Vindhya kot 'večno bivališče' Kali.
Po eni legendi je gora Vindhya nekoč tekmovala z goro Meru, ki je zrasla tako visoko, da je ovirala sonce. Modrec Agastya je nato prosil Vindhyo, naj se spusti, da bi mu olajšal prehod čez jug. V spoštovanju do Agastye je Vindhya znižal višino in obljubil, da ne bo rasel, dokler se Agastya ne vrne na sever. Agastya se je naselil na jugu in gora Vindhya, zvesta svoji besedi, ni nikoli več rasla.
Kiškindha Kanda Valmikijeve Ramajane omenja, da je Maya zgradil dvorec v Vindhyah. V Dašakumaračariti kralj Rajahamsa iz Magadhe in njegovi ministri ustvarijo novo kolonijo v gozdu Vindhya, potem ko so bili po vojnem porazu prisiljeni zapustiti svoje kraljestvo.
Vindhya je eno od edinih dveh gorskih verig, omenjenih v indijski nacionalni himni, drugo je Himalaja.

## Reke
Več pritokov sistema Ganges-Jamuna izvira iz Vindhya. Med njimi so Čambal, Betva, Dhasan, Ken, Tamsa, Kali Sindh in Parbati. Te reke odmakajo severna pobočja pogorja Vindhya.
Reki Narmada in Son odvodnjavata južna pobočja Vindhya. Obe reki izvirata v hribih Maikal, ki so zdaj opredeljeni kot razširitev Satpur, čeprav več starejših besedil uporablja izraz Vindhya, da ju pokrijejo (glej Zgodovinske definicije zgoraj).

## Geologija in paleontologija
Vindhyan Supergroup je ena največjih in najdebelejših sedimentnih zaporedij na svetu.
Najzgodnejši znani večcelični fosili evkariontov (nitaste alge) so bili odkriti v porečju Vindhya in segajo pred 1,6 do 1,7 milijarde let. Dokumentirano je, da so se bitja z lupinami prvič razvila na začetku kambrijske 'eksplozije življenja', pred približno 550 milijoni let.